# Pan-Amerikanische Beachhandball-Meisterschaften
Die Pan-Amerikanischen Beachhandball-Meisterschaften (spanisch Campeonato Panamericano de Balonmano Playa) sind eine ehemalige kontinentale Meisterschaft für Beachhandball-Nationalmannschaften auf dem amerikanischen Doppelkontinent.
Bei ihrer Einführung 1998 waren die Pan-Amerikanischen Meisterschaften der erste internationale Wettbewerb in der zu dieser Zeit noch jungen, gerade einmal sechs Jahre alten, Sportart. Die beiden ersten Austragungen fanden in Rio de Janeiro, Brasilien statt und es wurde nur ein Wettbewerb für Männer ausgetragen. Nach mehreren Jahren Pause gab es ab 2004 Wettbewerbe für Männer wie für Frauen. Über drei Austragungen wurde ein „olympischer“ Rhythmus von einem Turnier in allen vier Jahren eingehalten, die in Montevideo, Uruguay stattfanden. Nach 2012 fanden die Turniere wie auch in Europa und Asien alle zwei Jahre statt, auch da sie neben der Ermittlung kontinentaler Meister als Qualifizierungsturnier für die zweijährlichen Weltmeisterschaften diente. Sowohl bei den Männern als auch bei den Frauen waren die Mannschaften aus Brasilien die mit Abstand stärksten Nationalmannschaften, gefolgt von den Mannschaften aus Uruguay und deutlich dahinter Argentinien. Bei den Frauen konnte nur Uruguay eine Meisterschaft gewinnen, bei der auch Brasilien teilnahm, bei den Männern konnten die USA die eine Austragung gewinnen, bei der Brasilien nicht teilnahm.
Veranstalter der Turniere war die Pan-American Team Handball Federation (PATHF). Nachdem sich diese auf Betreiben der Internationalen Handballföderation (IHF) im April 2019 auflöste und in den beiden Nachfolgeorganisationen Handballkonföderation Nordamerikas und der Karibik (NACHC beziehungsweise NORCA) und Süd- und mittelamerikanische Handballkonföderation (SCAHC beziehungsweise COSCABAL) aufging, finden seit 2019 auch eigenständige Beachhandball-Meisterschaften der beiden neuen Verbände statt. Dementsprechend sind die Nor.Ca. Beach Handball Championship sowie die Süd- und Mittelamerikanische Beachhandballmeisterschaften die nachfolgenden Turniere.

## Frauen
| 2004 Details | Montevideo, Uruguay           | Uruguay   | 2:0          | Brasilien   | Argentinien             | 2:0          | Paraguay    |
| 2008 Details | Montevideo, Uruguay           | Brasilien | kein Playoff | Uruguay     | Dominikanische Republik | kein Playoff | Argentinien |
| 2012 Details | Montevideo, Uruguay           | Brasilien | 2:0          | Uruguay     | Argentinien             | kein Playoff | Paraguay    |
| 2014 Details | Asunción, Paraguay            | Brasilien | 2:0          | Uruguay     | Argentinien             | 2:0          | Paraguay    |
| 2016 Details | Macuto, Venezuela             | Uruguay   | 2:0          | Argentinien | Paraguay                | 2:1          | Venezuela   |
| 2018 Details | Oceanside, Vereinigte Staaten | Brasilien | 2:0          | Uruguay     | Paraguay                | 2:1          | Mexiko      |

### Platzierungen der weiblichen Nationalmannschaften
| Nation                  | 2004 | 2008 | 2012 | 2014 | 2016 | 2018 |
| ----------------------- | ---- | ---- | ---- | ---- | ---- | ---- |
| Argentinien             | 3    | 4    | 3    | 3    | 2    | 5    |
| Brasilien               | 2    | 1    | 1    | 1    | –    | 1    |
| Chile                   | –    | 5    | –    | –    | –    | 7    |
| Dominikanische Republik | –    | 3    | –    | –    | –    | –    |
| Mexiko                  | –    | –    | –    | 5    | –    | 4    |
| Paraguay                | 4    | –    | 4    | 4    | 3    | 3    |
| Trinidad & Tobago       | –    | –    | –    | –    | –    | 8    |
| Uruguay                 | 1    | 2    | 2    | 2    | 1    | 2    |
| Venezuela               | –    | –    | –    | –    | 4    | –    |
| Vereinigte Staaten      | –    | –    | 5    | –    | –    | 6    |
| Teilnehmerzahl          | 4    | 5    | 5    | 5    | 4    | 8    |

| Legende | Legende | Legende | Legende              |
| ------- | ------- | ------- | -------------------- |
| 1       | 2       | 3       | Podest-Platzierungen |
| 4       | 4       | 4       | Halbfinalist         |

## Männer
| 1998 Details | Rio de Janeiro, Brasilien     | Brasilien          | ?   | Kuba        | Argentinien        | ?            | Vereinigte Staaten |
| 1999 Details | Rio de Janeiro, Brasilien     | Brasilien          | ?   | Argentinien | Vereinigte Staaten | ?            | Kanada             |
| 2004 Details | Montevideo, Uruguay           | Brasilien          | 2:0 | Uruguay     | Argentinien        | 2:0          | Paraguay           |
| 2008 Details | Montevideo, Uruguay           | Brasilien          | 2:1 | Uruguay     | Argentinien        | 2:0          | Chile              |
| 2012 Details | Montevideo, Uruguay           | Brasilien          | 2:0 | Uruguay     | Venezuela          | kein Playoff | Argentinien        |
| 2014 Details | Asunción, Paraguay            | Brasilien          | 2:0 | Uruguay     | Argentinien        | 2:0          | Paraguay           |
| 2016 Details | Macuto, Venezuela             | Vereinigte Staaten | 2:1 | Uruguay     | Venezuela          | 2:0          | Argentinien        |
| 2018 Details | Oceanside, Vereinigte Staaten | Brasilien          | 2:1 | Uruguay     | Vereinigte Staaten | 2:0          | Argentinien        |

### Platzierungen der männlichen Nationalmannschaften
| Nation             | 1998 | 1999 | 2004 | 2008 | 2012 | 2014 | 2016 | 2018 |
| ------------------ | ---- | ---- | ---- | ---- | ---- | ---- | ---- | ---- |
| Argentinien        | 3    | 2    | 3    | 3    | 4    | 3    | 4    | 4    |
| Brasilien          | 1    | 1    | 1    | 1    | 1    | 1    | –    | 1    |
| Chile              | –    | –    | –    | 4    | –    | –    | –    | –    |
| Ecuador            | –    | –    | –    | –    | 5    | –    | 5    | –    |
| Kanada             | 6    | 4    | –    | –    | –    | –    | –    | –    |
| Kuba               | 2    | –    | –    | –    | –    | –    | –    | –    |
| Mexiko             | –    | –    | –    | –    | –    | 5    | –    | 6    |
| Paraguay           | –    | –    | 4    | –    | –    | 4    | 6    | 5    |
| Puerto Rico        | –    | –    | –    | –    | –    | –    | –    | 8    |
| Trinidad & Tobago  | –    | –    | –    | –    | –    | –    | –    | 7    |
| Uruguay            | 5    | –    | 2    | 2    | 2    | 2    | 2    | 2    |
| Venezuela          | –    | –    | –    | –    | 3    | –    | 3    | –    |
| Vereinigte Staaten | 4    | 3    | –    | –    | –    | –    | 1    | 3    |
| Teilnehmerzahl     | 6    | 4    | 4    | 4    | 5    | 5    | 6    | 8    |

| Legende | Legende | Legende | Legende              |
| ------- | ------- | ------- | -------------------- |
| 1       | 2       | 3       | Podest-Platzierungen |
| 4       | 4       | 4       | Halbfinalist         |

## Ranglisten
| 1 | Brasilien               | 4 | 1 | – | 5 | 7 | – | – | 7 | 11 | 1  | – | 12 |
| 2 | Uruguay                 | 2 | 4 | – | 6 | – | 6 | – | 6 | 2  | 10 | – | 12 |
| 3 | Vereinigte Staaten      | – | – | – | – | 1 | – | 2 | 3 | 1  | –  | 2 | 3  |
| 4 | Argentinien             | – | 1 | 3 | 4 | – | 1 | 4 | 5 | –  | 2  | 7 | 9  |
| 5 | Kuba                    | – | – | – | – | – | 1 | – | 1 | –  | 1  | – | 1  |
| 6 | Paraguay                | – | – | 2 | 2 | – | – | – | – | –  | –  | 2 | 2  |
| 6 | Venezuela               | – | – | – | – | – | – | 2 | 2 | –  | –  | 2 | 2  |
| 7 | Dominikanische Republik | – | – | 1 | 1 | – | – | – | – | –  | –  | 1 | 1  |